# Der Staatsanwalt hat das Wort: Nachteinkäufe
Nachteinkäufe ist ein deutscher Fernsehfilm von Horst Zaeske aus dem Jahr 1973. Das kriminologische Fernsehspiel erschien als 29. Folge der Filmreihe Der Staatsanwalt hat das Wort.

## Handlung
Die Geschichte führt uns in das Arbeitskollektiv eines Materiallagerplatzes. Der alte Georg Weimann, verantwortlich für die Lagerhalle und das dort eingelagerte Material, und der junge Kraftfahrer Fred Gassner rücken in den Mittelpunkt der Spielhandlung. Weimann, bereits im Rentenalter, ist ein zuverlässiger und pflichtbewusster Arbeiter, unermüdlich in seiner Arbeit und zugleich kritisch gegenüber allem, was veränderungsbedürftig ist – ein geschätzter und geachteter Kollege. Labil, jungenhaft kess und unausgeglichen dagegen Fred Gassner, der mit seinem Lkw täglich wertvolle Baumaterialien transportiert. Für den vorbestraften Striese, der einst in diesem Betrieb gearbeitet hat, ist es ein leichtes Spiel, den ungefestigten Gassner auf seine Seite zu ziehen.

## Produktion
Nachteinkäufe entstand 1973 im Zuständigkeitsbereich des DDR-Fernsehens, Bereich Unterhaltende Dramatik – HA: Reihenproduktion, Abteilung „Staatsanwalt“. 
 Szenenbild: Heinz-Helmut Bruder; Dramaturgie: Jutta Schütz; Kommentare: Peter Przybylski. 
Das Filmmaterial ist zum größten Teil verschollen.